# Косези
Косези (словен. Kosezi, kasezi) су били највиши слој и владајућа група родовско-племенског друштвеног уређења карантанских Словенаца, настао у другој половини 7. века као јединствена категорија у Европи.

## У Кнежевини Карантанији
Косези су бирали и устоличавали кнеза на Госпосветском пољу и одлучивали о најважнијим питањима земље. У рату су образовали посебну војску, састављену од пешадије и коњице под заповедништвом кнеза, док је народна војска била под командом племенских старешина. За време самосталности Кнежевине Карантаније војска косеза представљала је зачетак племићке војске. Претпоставља се да су образовали дружину карантанских кнезова. Сами су набављали оружје и издржавали се о свом трошку. Из редова косеза су израстали прваци, који су представљали почетак домаће класе феудалаца. Немци су их звали племићима, иако то још нису били.

## Под страном влашћу
Доласком франачких феудалаца у 9. веку и губљењем словеначке државне и политичке самосталности, зачеци малобројне домаће класе феудалаца из редова косеза сведени су на најнижи ранг племства (министеријали и витезови) и веома брзо су апсорбовани. У том почетном процесу све јаче немачке колонизације и германизације косези су привидно сачували своја стара права, јер су формално устоличавали корушке војводе, али само немачког порекла. Од 11. века почело је пропадање косеза као слободњака: изгубили су право устоличавања корушких војвода, политички и економски су све више пропадали, исељавани су, губе личну слободу и своде се на степен кметова немачке властеле.